# Paul Völckers
Paul Gustav Völckers (15 de marzo de 1891 - 25 de enero de 1946) fue un General de Infantería en la Wehrmacht durante la II Guerra Mundial que comandó el XXVII Cuerpo de Ejército. Fue condecorado con la Cruz de Caballero de la Cruz de Hierro de la Alemania Nazi.
Völckers se rindió al Ejército Rojo en el curso de la Operación Bagration soviética de 1944. Murió en un campo de prisioneros de guerra en la Unión Soviética en 1946.

## Condecoraciones
- Cruz de Caballero de la Cruz de Hierro el 11 de diciembre de 1942 como Generalleutnant y comandante de la 78. Infanterie-Division[1]